# Amsbach
Der Amsbach ist ein gut zwei Kilometer langer Bach auf der Gemarkung der Stadt Gaildorf und der Gemeinde Obersontheim im Landkreis Schwäbisch Hall im nordöstlichen Baden-Württemberg, der nahe den Obersontheimer Höfen Rappoltsau von rechts und aus dem Westsüdwesten kommend in den Bühlbach mündet.

## Geographie

### Verlauf
Der Amsbach entsteht etwa einen Kilometer nördlich des Gaildorfer Weilers Winzenweiler auf einem sehr flachen, feuchten und von Entwässerungsgräben im Gelände oft unklarer Entwässerungsrichtung durchzogenen Teil der bewaldeten Hochebene der Limpurger Berge auf etwa 500 m ü. NHN. Der Lauf beginnt etwa 200 Meter westlich des Haspelsees und zieht mit kleinen Richtungswechseln ostwärts zum 1,3 ha großen, von einem Fischereiverein bewirtschafteten und sommers von Waldbesuchern gern aufgesuchten Stausee, den er dann durchfließt. Am Damm im Westen neben der Kohlenstraße verlässt er ihn durch einen kleinen Erlenbruch, fließt nach Unterqueren des Waldweges noch etwas weiter eben dahin, woraufhin auf etwa 490 m ü. NHN sein steiler Lauf durch eine schmal eingeschnittene Waldklinge beginnt.
In dieser wechselt er nach weniger als der Hälfte seiner Länge auf die Obersontheimer Gemarkung. Einen halben Kilometer später wird der Hang auf unter 440 m flacher und der Bach tritt zunächst an den rechten Rand eines schmalen Wiesenschlauchs und dann in diesen aus, woraufhin er fast ohne Gehölzbewuchs und recht gerade neben einem geschotterten Wirtschaftsweg einherzieht. Schon nach einem Viertelskilometer läuft er wieder an der linken Waldflanke der Flurbucht entlang, wo er bald einen länglichen Fischteich von unter einem Ar Fläche speist. Während sich die Talflur nach rechts mehr und mehr zur flachen Landwirtschaftsebene um Rappoltsau öffnet, kehrt sich der Bach durch den letzten Waldausläufer Spöck nach Norden. Schon zweihundert Meter weiter erreicht der Bach den jenseitigen Waldrand zu einer feuchten Wiesenniederung am rechten Ufer, nach nochmals hundert Metern mündet der Amsbach auf etwa 424 m ü. NHN von rechts in den Bühlbach, der dann auf seinem Ostlauf wenig abwärts die Straße Engelhofen–Rappoltshofen (K 2622) bei Rappoltsau in einem Rohr unterquert.
Der Amsbach ist etwa 2,1 km lang und hat ein Sohlgefälle von absolut etwa 76 m, relativ etwa 37 ‰. Er hat nach einigen Entwässerungsgräben mit fast stagnierendem Durchfluss, die auf der Hochebene ihn oder den Haspelsee erreichen, außer zeitweiligen Hanggerinnen keine wesentlichen Zuflüsse mehr.

### Einzugsgebiet
Der Amsbach entwässert etwa 1,1 km² im Ostnordostlauf zum Bühlbach, die zum größten Teil im Naturraum Limpurger Berge auf der bis zu 514,4 m ü. NHN erreichenden Hochfläche um den Haspelsee und am Westabfall des Mittelgebirges liegen, zum kleineren Teil im vorgelagerten Naturraum Fischachbucht und Randhöhen des Tieflandes, das ebenfalls zum umfassenden Keuperlandschafts-Naturraum der Schwäbisch-Fränkischen Waldberge zählt. Es grenzen im Norden das unmittelbare Einzugsgebiet des Vorfluters Bühlbach und im Südosten über dessen Zulauf Klingenbach des Engelhofener Breitenbach an, beide entwässern letztlich ostwärts in die Fischach. Die im Kreis um das Einzugsgebiet noch folgenden Konkurrenten sind alle ohne Umweg über Fischach und Bühler dem Kocher tributär, nämlich im Südwesten der linke Oberlauf Rotklingenbach des von Winzenweiler nach Sulzbach-Laufen fließenden Eisbachs und im Westen der Eutendorfer Bilmersbach, der dort in die Steppach mündet sowie der linke Oberlauf der Steppach selbst in der Geißklinge.
Der höchste Punkt im Einzugsgebiet liegt an der Nordwestspitze auf der Hochebene, die größtenteils über 500 m liegt, vor der Geißklinge auf etwa 513 m. Das Gebiet, ausgenommen nur eine schmale Flurbucht um einen Teil des Unterlaufs, ist bewaldet und nirgends besiedelt. Einst gab es einen Ort Haspelhausen im Bereich des Haspelsees, der aber schon vor Jahrhunderten abgegangen ist. Über zwei Drittel des Gebietes gehören zur Stadt Gaildorf, der Rest am Abhang im Osten zur Gemeinde Obersontheim.

## Geologie
Der Amsbach läuft zur Gänze im Mittelkeuper. Sein Ursprung liegt auf der Kieselsandstein-Hochfläche (Hassberge-Formation), sein Klingenlauf durchschneidet schnell das darunterliegende Schichtenpaket bis zum Gipskeuper (Grabfeld-Formation), in dem er auch mündet.

## Schutzgebiete
Der Amsbach fließt nach seinem Klingenaustritt im Landschaftsschutzgebiet Fischachtal mit Nebentälern und angrenzenden Gebieten zwischen Herlebach und Kottspiel.

### LUBW
Amtliche Online-Gewässerkarte mit passendem Ausschnitt und den hier benutzten Layern: Lauf und Einzugsgebiet des Amsbachs

Allgemeiner Einstieg ohne Voreinstellungen und Layer: Daten- und Kartendienst der Landesanstalt für Umwelt Baden-Württemberg (LUBW) (Hinweise)
1. 1 2  Höhe nach dem Höhenlinienbild auf dem Hintergrundlayer Topographische Karte.
2. ↑  Länge nach dem Layer Gewässernetz (AWGN) des Online-Kartenservers der LUBW, dazu abgemessen den dort nicht erfassten Lauf des Amsbachs westlich des Haspelsees auf dem Hintergrundlayer Topographische Karte.
3. ↑  Einzugsgebiet abgemessen auf dem Hintergrundlayer Topographische Karte.
4. ↑  Seefläche nach dem Layer Stehende Gewässer.
5. ↑  Höhe nach schwarzer Beschriftung auf dem Hintergrundlayer Topographische Karte.
6. ↑  Schutzgebiete nach den einschlägigen Layern, Natur teilweise nach dem Layer Biotop.

### Andere Belege
1. ↑  Seefläche abgeschätzt nach Augenschein.
2. ↑  Wolf-Dieter Sick: Geographische Landesaufnahme: Die naturräumlichen Einheiten auf Blatt 162 Rothenburg o. d. Tauber. Bundesanstalt für Landeskunde, Bad Godesberg 1962. → Online-Karte (PDF; 4,7 MB)
3. ↑  Geologie nach den Layern zu Geologische Karte 1:50.000 auf: Mapserver des Landesamtes für Geologie, Rohstoffe und Bergbau (LGRB) (Hinweise). Siehe auch die unter → Literatur aufgeführten Geologischen Karten.